# ヴェナーウス
ヴェナーウス（伊: Venaus）は、イタリア共和国ピエモンテ州トリノ県にある、人口約900人の基礎自治体（コムーネ）。

## 地理

### 位置・広がり
スーザ渓谷にありトリノからの距離は57kmである。

#### 隣接コムーネ
隣接するコムーネは以下の通り。FR-73はフランスのサヴォワ県所属を示す。
- Bramans (FR-73)
- ジャリオーネ
- Lanslebourg-Mont-Cenis (FR-73)
- モンパンテーロ
- モンチェニージオ
- ノヴァレーザ